# El Carmen
El Carmen és la ciutat capçalera del departament homònim, en la província Argentina de Jujuy; en la intersecció de la RN 9 i la RN 66, a 45 km de la ciutat cabdal San Salvador de Jujuy.
És una de les més antigues poblacions de la Província de Jujuy. Per les seves característiques ecològiques és una zona dedicada al cultiu de tabac, la ramaderia i la vitivinicultura.